# Rue Notre-Dame (Argenteuil)
Pour les articles homonymes, voir Rue Notre-Dame.
La rue Notre-Dame est une ancienne voie de communication d'Argenteuil dans le Val-d'Oise, en France.

## Situation et accès
Elle se termine au carrefour de la rue de l'Hôtel-Dieu,

## Origine du nom
Cette rue tient son nom de l'ancienne abbaye Notre-Dame d'Argenteuil, détruite sous la Révolution française.

## Historique

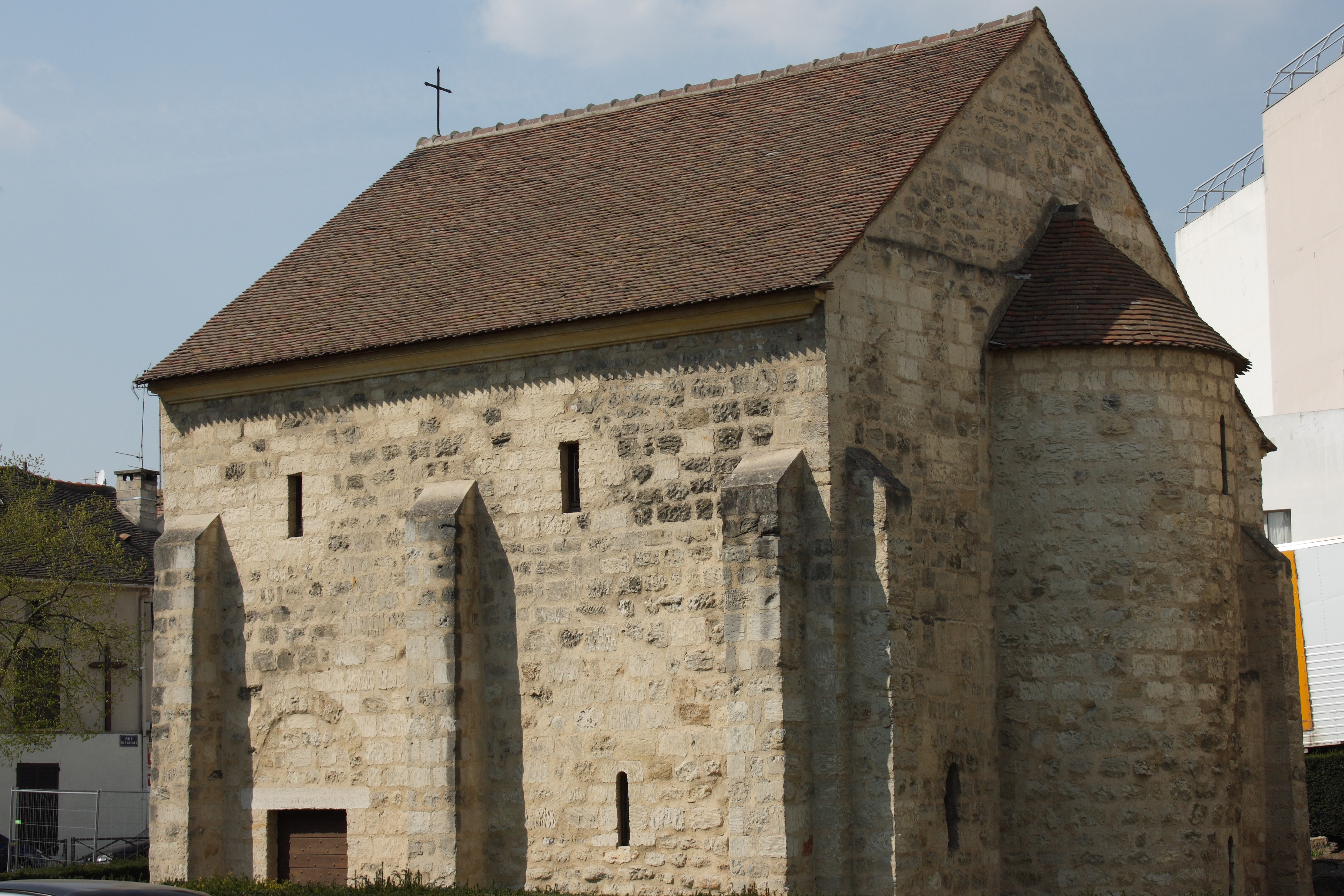
Chapelle Saint-Jean-Baptiste, vue de la rue Notre-Dame, décembre 2013.

L'abbaye tomba dans l'oubli après la révolution. Le site fut occupé de 1917 à 1984 par l'entreprise de mécanique Debet et Kornberger, dont  l’ancien bâtiment administratif existe toujours. Aujourd'hui appelé L'Atelier, il accueille des expositions des collections du musée et des archives municipales d'Argenteuil.

## Bâtiments remarquables et lieux de mémoire
- Au no 17, l'abbaye Notre-Dame d'Argenteuil[4], attestée au VIIe siècle[5], et jardins de l'Abbaye[6],[7].

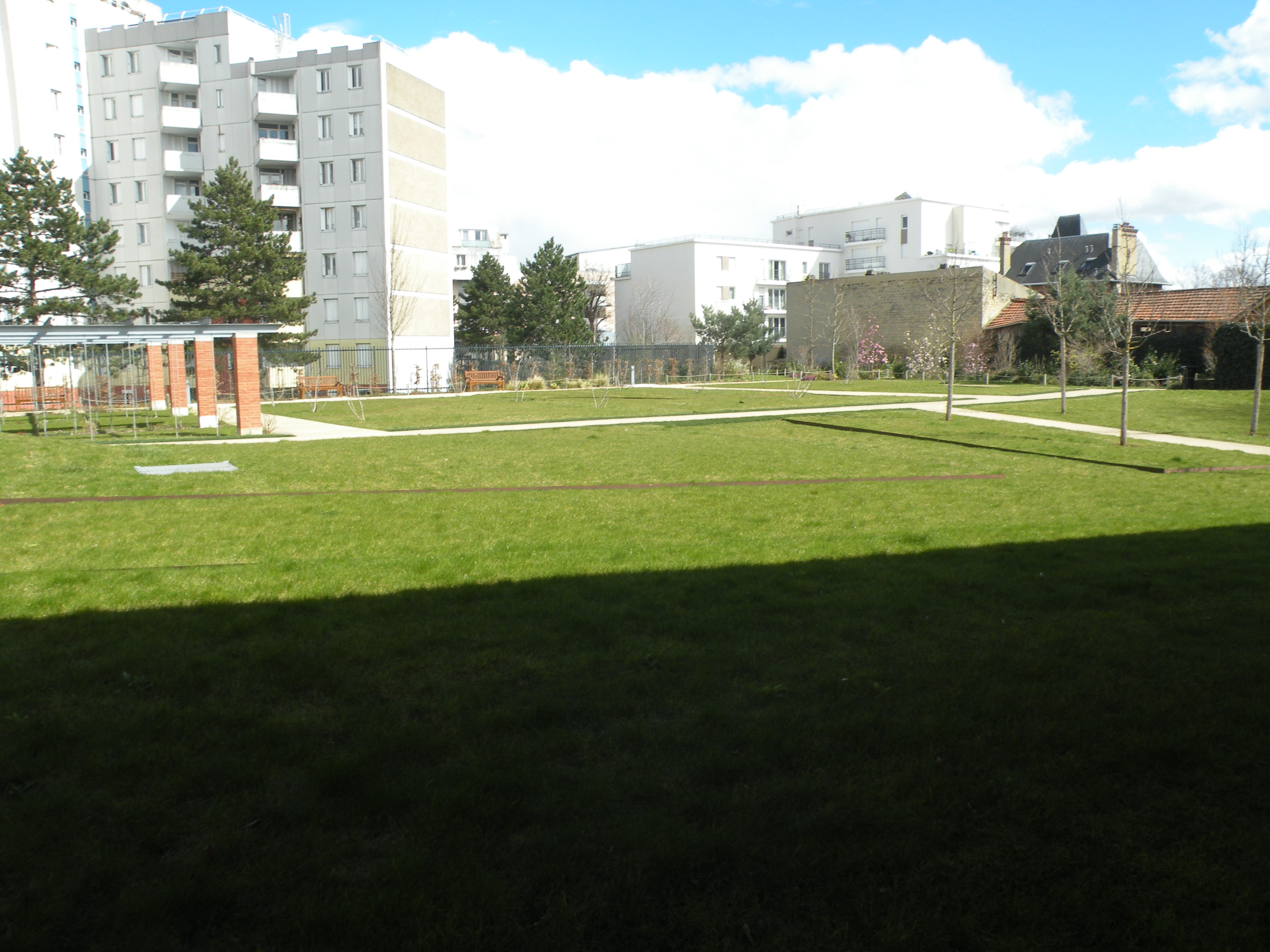
Les jardins de l'Abbaye en 2016.

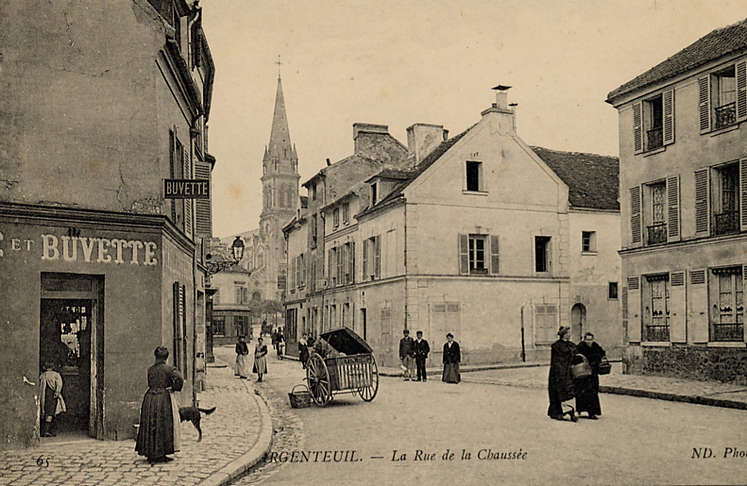
Angle de la rue Notre-Dame et de la rue de la Chaussée, aujourd'hui rue du 8-Mai-1945. Archives municipales d'Argenteuil.

- Chapelle Saint-Jean d'Argenteuil, ancienne dépendance de l'abbaye[8].